# Грипаки
Грипаки́ —  село в Україні, в Миргородському районі Полтавської області. Населення становить 37 осіб. Входить до складу Гадяцької міської громади.
Після ліквідації Гадяцького району у липні 2020 року увійшло до Миргородського району.

## Географія
Село Грипаки примикає до сіл Рудиків та Петроселівка.
По селу тече струмок, що пересихає із заґатою. 

## Історія
1870 — дата заснування. 
Село постраждало внаслідок геноциду українського народу, проведеного окупаційним урядом СРСР 1923-1933 та 1946-1947 роках.
До 2018 року орган місцевого самоврядування — Біленченківська сільська рада.